# Aleksandr Ivanovich Oparin
Alexander Ivanovich Oparin (tiếng Nga: Александр Иванович Опарин; 2 tháng 3  [lịch cũ 18 tháng 2] năm 1894– 21 tháng 4 năm 1980) là nhà hóa sinh người Liên Xô. Ông nổi tiếng vì đã xây dựng và công bố học thuyết về nguồn gốc sự sống trên Trái Đất, độc lập với J. B. S. Haldane, chứng tỏ rằng các hợp chất hữu cơ đơn giản đầu tiên trên Trái Đất có thể xuất hiện nhờ sự tổng hợp hóa học từ các chất vô cơ nhờ nguồn năng lượng là sấm sét, tia tử ngoại, núi lửa,... từ đó hình thành nên các tế bào nguyên thủy, rồi hình thành nên sinh giới ngày nay. Ông còn được nhắc tới do các nỗ lực đáng kể về enzym học và giúp cho sự phát triển nền tảng của hóa sinh công nghiệp ở Liên Xô.

## Tiểu sử và sự nghiệp
A.I. Ôparin sinh ngày 2 tháng 3 năm 1894 tại Uglich là trị trấn lâu đời hình thành từ năm 937. Hồi nhỏ đi học tại trường địa phương, nhưng đến năm 9 tuổi, thì gia đình phải chuyển đến Mátxcơva vì thị trấn không có trường cấp hai.
Tốt nghiệp trung học, Ôparin lên học tại Đại học quốc gia Mátxcơva, theo chuyên ngành sinh lý học thực vật, nhờ đó người sinh viên trẻ chịu ảnh hưởng của nhà sinh lý học thực vật người Nga nổi tiếng nhất thời đó là K. A. Timiryazev, đồng thời cũng chịu tác động lớn của Charles Robert Darwin và học thuyết chọn lọc tự nhiên của ông. Ôparin tốt nghiệp đại học năm 23 tuổi.
Năm 1927, Ôparin trở thành giáo sư hóa sinh tại Đại học quốc gia Mátxcơva. Sau đó, ông được bàu là thành viên dự khuyết của Viện hàn lâm Khoa học Liên Xô năm 1939, và là Viện sĩ chính thức của Viện này vào năm 1946.
Ông còn là giám đốc của Viện Hóa sinh Liên xỗ từ năm 1946 cho đến cuối đời mình.
Năm 1957, ông đã tổ chức cuộc họp quốc tế đầu tiên về chuyên đề "nguồn gốc sự sống" ở Mátxcơva, sau đó là các cuộc họp khác tương tự vào năm 1963, năm 1970 đều được giới khoa học thế giới tán thành.
Oparin qua đời vào ngày 21 tháng 4 năm 1980 tại Moscow và được an táng tại Nghĩa trang Novodevichy ở Mátxcơva.

## Tư tưởng chính
Đầu năm 1922, tại một cuộc họp của Hiệp hội Thực vật Nga, lần đầu tiên ông đã đưa ra khái niệm về một sinh vật nguyên thủy phát sinh từ các hợp chất hữu cơ được hình thành theo con đường hoá học. Năm 1924, Ôparin chính thức đưa ra lý thuyết có ảnh hưởng của mình rằng sự sống trên Trái Đất phát triển thông qua sự tiến hóa hóa học dần dần của các phân tử carbon trong một "nồi súp nguyên thủy". Ông đề xuất các nguyên lý chính:
- Không có sự khác biệt cơ bản về hoá học giữa một sinh vật sống và vật chất vô sinh, nói cách khác: không thể có cái gọi là "nguyên tố đặc trưng cho sự sống". Do đó, sự kết hợp phức tạp của cácchất trong cơ thể sống cùng với biểu hiện và tính chất đặc trưng của sự sống phải xuất hiện trong quá trình tiến hóa của vật chất.
- Trái Đất nguyên thủy xa xưa đã có bầu khí quyển có tính khử mạnh, nhiều khí mêtan, amôniac, hydro và hơi nước, được xem là nguyên liệu thô cho sự tiến hóa ban đầu của sự sống.
- Khi các phân tử phát triển và gia tăng về độ phức tạp, các tính chất mới ra đời và một trật tự hóa học mới được xây dựng chi phối các mối quan hệ hóa học hữu cơ phức tạp hơn, được xác định bởi sự sắp xếp không gian và mối quan hệ tương hỗ của các phân tử.
- Ngay cả trong quá trình nguyên thủy chưa hề co sinh vật này, sự cạnh tranh, tốc độ tăng trưởng, đấu tranh sinh tồn và chọn lọc tự nhiên như Đacuyn mô tả đã quyết định hình thức tổ chức vật chất trở thành đặc trưng của sinh vật sống.
- Các sinh vật sống là các hệ thống mở, và do đó phải nhận năng lượng và vật liệu từ bên ngoài, và do đó không bị giới hạn bởi Định luật Nhiệt động lực học thứ hai (chỉ áp dụng cho các hệ thống kín trong đó năng lượng không được bổ sung).[2][4]

Ông đã mở rộng một cách hiệu quả lý thuyết tiến hóa ngược thời gian để giải thích làm thế nào các vật liệu hữu cơ và vô cơ đơn giản có thể kết hợp thành các hợp chất hữu cơ phức tạp hơn, sau đó có thể hình thành các sinh vật nguyên thủy. Đề xuất của ông rằng cuộc sống phát triển hiệu quả một cách tình cờ, thông qua sự phát triển từ các hợp chất hữu cơ tự nhân đôi đơn giản đến phức tạp, ban đầu gặp phải sự phản đối mạnh mẽ, nhưng đã nhận được sự hỗ trợ thử nghiệm (như thí nghiệm nổi tiếng năm 1953 của Stanley Miller và Harold Urey tại Đại học của Chicago), và đã được cộng đồng khoa học chấp nhận như một giả thuyết khoa học chung.
Các lí thuyết của ông về vấn đề trên cùng với các tư tưởng tương tự của nhà khoa học Anh gốc Ấn Độ là John Burdon Sanderson Haldane, đã được gọi chung là "Học thuyết Ôparin-Hanđan".

## Vinh danh
A.I. Ôparin được Nhà nước Liên xô công nhận là Anh hùng Lao động Xã hội chủ nghĩa năm 1969.
Ông giới khoa học quốc tế bầu làm Chủ tịch Hiệp hội quốc tế về nghiên cứu nguồn gốc của sự sống.
Năm 1974, Nhà nước Liên xô đã trao tặng ông giải thưởng Lênin, rồi đến năm 1979 là Huy chương vàng Lomonosôp "vì những thành tựu nổi bật trong hóa sinh".
Ông cũng được trao tặng 5 Huân chương Lênin.
Tên một tàu nghiên cứu hải dương học của Nga được đặt theo tên ông: tàu "Viện sĩ Ôparin". Con tàu này đã nhiều lần đến thăm và nghiên cứu ở Việt Nam.